# برنس سيغبيفيا
كوسي برنس سيغبيفيا (بالفرنسية: Prince Segbefia)‏ (مواليد 11 مارس 1991 في لومي) هو لاعب كرة قدم توغو محترف، يلعب حاليًا لصالح نادي جوزتيبي. يلعب كلاعب وسط. لعب أولى مبارياته مع منتخب توغو في سبتمبر 2011 ضد منتخب بوتسوانا. أخاه أيضًا لاعب كرة قدم وهو أليكيم سيغبيفيا، ويلعب لصالح نادي الجيش في سوريا.

## إحصائيات

### النادي
آخر تحديث: 18 ديسمبر 2011
| النادي  | الموسم  | الدوري | الدوري | الدوري  | الكأس | الكأس | الكأس   | أوروبا | أوروبا | أوروبا  | المجموع | المجموع | المجموع |
| النادي  | الموسم  | ظهور   | أهداف  | ص.أهداف | ظهور  | أهداف | ص.أهداف | ظهور   | أهداف  | ص.أهداف | ظهور    | أهداف   | ص.أهداف |
| ------- | ------- | ------ | ------ | ------- | ----- | ----- | ------- | ------ | ------ | ------- | ------- | ------- | ------- |
| أوكسير  | 2010–11 | 4      | 0      | 0       | 0     | 0     | 0       | 0      | 0      | 0       | 4       | 0       | 0       |
| أوكسير  | 2011–12 | 5      | 0      | 0       | 2     | 0     | 0       | 0      | 0      | 0       | 7       | 0       | 0       |
| أوكسير  | المجموع | 9      | 0      | 0       | 2     | 0     | 0       | 0      | 0      | 0       | 11      | 0       | 0       |
| المجموع | المجموع | 9      | 0      | 0       | 2     | 0     | 0       | 0      | 0      | 0       | 11      | 0       | 0       |

### International
(Correct as of 31 October 2011)
| المنتخب الوطني | الموسم  | ظهور | أهداف |
| -------------- | ------- | ---- | ----- |
| توغو           | 2011–12 | 2    | 0     |
| توغو           | المجموع | 2    | 0     |

## روابط خارجية
- برنس سيغبيفيا على موقع اتحاد تركيا (لاعب) (الإنجليزية)
- برنس سيغبيفيا على موقع اتحاد أوكرانيا (الإنجليزية)
- برنس سيغبيفيا على موقع رابطة كرة القدم الفرنسية للمحترفين (الإنجليزية)
- برنس سيغبيفيا على موقع قاعدة بيانات كرة القدم.إي يو (الإنجليزية)
- برنس سيغبيفيا على موقع ليكيب (الفرنسية)
- برنس سيغبيفيا على موقع ناشيونال فوتبول تيمز (الإنجليزية)
- برنس سيغبيفيا على موقع Soccerway.com (الإنجليزية)
- برنس سيغبيفيا على موقع عالم كرة القدم.نت (الإنجليزية)

- Club Profile

قالب:تشكيلة توغو في كأس الأمم الأفريقية لكرة القدم 2013